# 마리팀주

마리팀주

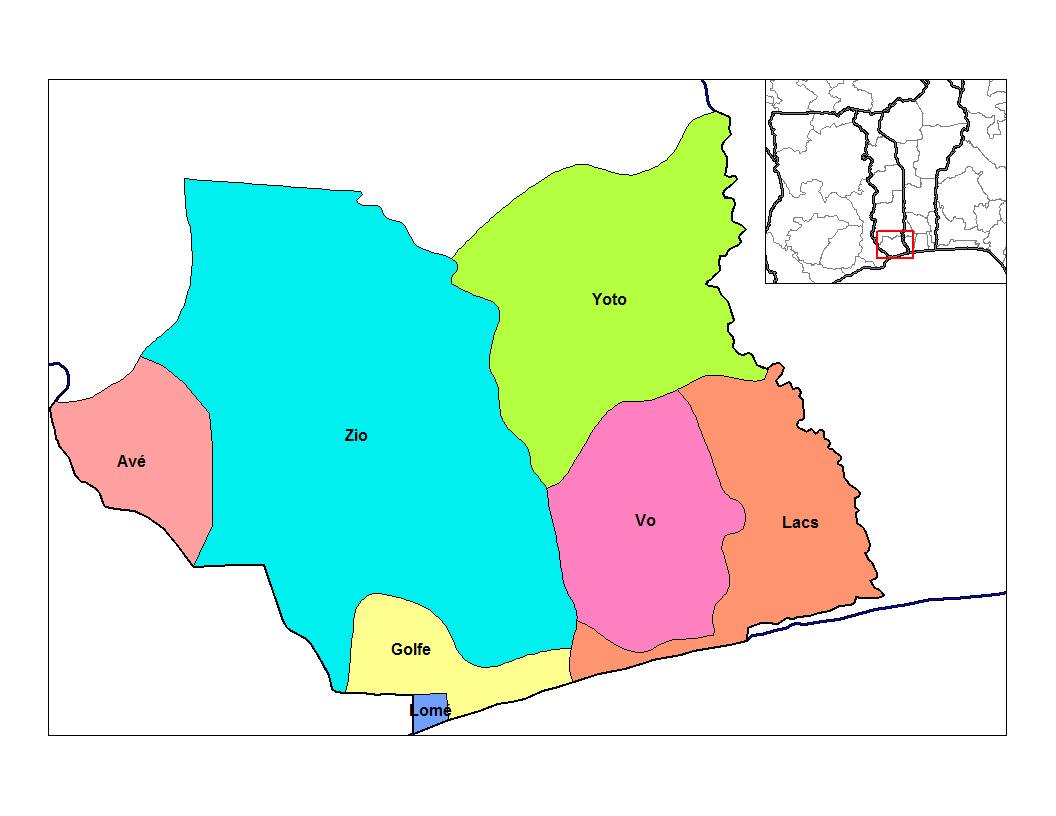
마리팀주의 현

마리팀주(프랑스어: La région maritime)는 토고 최남단에 위치한 주로, 주도는 로메(토고의 수도이기도 함)이며 인구는 2,196,857명(2005년 기준), 면적은 6,395km2, 인구밀도는 162.58명/km2이다. 토고에서 유일하게 바다와 맞닿아 있는 주이며 면적이 가장 작고 인구가 가장 많은 주이기도 하다. 6개 현(골페현, 라크스현, 로메현, 보현, 요토현, 지오현)을 관할한다. 북쪽으로는 플라토주와 인접해 있고 서쪽으로는 가나, 북동쪽과 남동쪽으로는 베냉과 국경을 맞대고 있다.